# Catepanat d'Itàlia

Mapa d'Itàlia meridional mostrant el Catepanat d'Itàlia (en verd) tal com apareixia cap a l'any 1000 de la nostra era.

El Catepanat d'Itàlia va ser una província de l'Imperi Romà d'Orient que comprenia la part sud de la península d'Itàlia amb una línia traçada des de Muntanya Gargano (a la Pulla, al nord de Bari) fins al Golf de Salern. Amalfi, Nàpols i Gaeta encara que al nord d'aquesta línia, estaven aliades a Constantinoble, en un principi, amb l'Exarcat de Ravenna, i quan l'últim exarca va desaparèixer el 751, el contacte amb els romans d'Orient es realitzava a través del governant del Catepanat, el catepà.

## Història
L'any 876, els romans d'Orient van reconquerir Bari als sarraïns i van crear la província o tema de Longobardia Menor, governada per dos estrategs: un a Calàbria i un altre a la Pulla. Aquest últim tenia la seva capital a Bari. El 999, l'estrateg de Bari va ser elevat a la dignitat de catepà (o patrici) d'Itàlia. El càrrec militar romà d'Orient de katepano vol dir ‘suprem’ en grec.
Alguns aventurers normands, en pelegrinatge al Santuari de Sant Miquel Arcàngel (a Monte Sant'Angelo), van prestar les seves espases el 1017 a les ciutats llombardes de la Pulla contra els romans d'Orient. Entre 1016 i 1030 els normands eren simples mercenaris, servint tant a romans d'Orient com a llombards en les seves guerres contra els musulmans o entre ells, i llavors el duc de Nàpols Sergi IV (governant hereditari del Ducat de Nàpols sota sobirania teòrica de Constantinoble), en instal·lar a Ranulf Drengot com a comte a la fortalesa d'Aversa el 1030, va donar als normands el seu primer territori a la Itàlia peninsular, des d'on va començar una conquesta organitzada del Catepanat.
El 1030 van arribar a la zona els germans Guillem i Drogó d'Hauteville, els dos fills majors de Tancred d'Hauteville, membre de la petita noblesa de Coutances a Normandia. Els dos es van unir a la campanya organitzada per arrencar la Pulla del poder de l'Imperi Romà d'Orient, que pel 1040 havien perdut la major part de la província. Bari, la capital del Catepanat, va canviar de mans (abril de 1071) i els grecs van ser finalment expulsats de la Itàlia meridional pels normands, que van crear de les seves restes el Catepanat d'Itàlia, unit després al regne de Sicília de la Casa d'Hauteville. Els romans d'Orient van tornar breument a Bari per assetjar-la el 1156.
El títol de catepà de la Pulla i de Campània va ser restablert breument el 1166 en la persona de Gilbert de Gravina, per la seva cosina, la reina regent de Sicília Margarida de Navarra. El 1167, amb la seva autoritat com catepà, Gilbert va forçar a les tropes alemanyes del Sacre Imperi fora de Campània i va obligar l'emperador Frederic I del Sacre Imperi Romanogermànic a aixecar el setge d'Ancona.

## Catepans d'Itàlia
- 999 - 1006 Gregori Tarcaniota
- 1006 - 1008 Aleix Xífies
- 1008 - 1010 Joan Curcues
- 1010 - 1016 Basili Mesardonita
- 1017 - 1017 Lleó Tornici Contoleó
- 1017 - 1027 Basili Boiannes
- 1027 - 1029 Cristòfol Burgaris
- 1029 - 1031 Poto Argir
- 1031 - 1033 Miquel el Protoespatari
- 1033 - 1038 Constantí Opos
- 1038 - 1039 Miquel Spondyles
- 1039 - 1040 Nicèfor Dukiano
- 1040 - 1041 Miquel Dukiano
- 1041 - 1042 Exaugust Boioanes
- 1042 - 1042 Synodiano
- 1042 - 1042 Jordi Maniaces
- 1042 - 1042 Pardo
- 1042 - 1045 Basilio Teodorocano
- 1045 - 1046 Eustaqui Palatino
- 1046 - 1049 Juan Rafael
- 1051 - 1057 Argir
- 1060 - 1061 Miriarc
- 1061 - 1062 Maruli
- 1062 - 1064 siriana
- 1067 - 1069 Mabrica